# Брихад-дхарма-пурана
Брихад-дхарма-пурана (IAST: Bṛhaddharma Purāņa, санскр. वृहद्धर्म पुराण) — священный текст индуизма на санскрите, который классифицирует себя (I.25.26) как последняя из 18 упапуран. Текст, дошедший до наших дней, содержит три кханды (части): пурваканда, мадхьяканда и уттаракханда. Также приводятся описания калатиртх (благоприятных времён).

## Издания и переводы
Первое печатное издание этого текста было опубликовано Азиатским обществом в Калькутте (1888-97)как часть их серии «Bibliotheca Indica». Её редактором был Харапрасад Шастри. В 1894 году калькуттское издательство Вангаваси опубликовало ещё одно издание этого текста, а также выпустило его перевод на бенгальский язык, который был выполнен и отредактирован Панчананом Таркаратном. В 1915 году в городе Лакхнау Торговым индийским издательством был опубликован свободный сокращённый перевод текста на английский, переводил который Шьяма Чаран Банерджи. Это издание было первым томом серии «Rambles in Scripture Land».

## Содержание
И в издании Азиатского общества и в издании Ваганаси пурвакханда и мадхьякханда имеют по 30 глав. В то время как уттаракханда издания Азиатского общества состоит из 14 глав, а издания Ваганаси — из 21. Р. К. Хазра полагает, что эти 7 дополнительных глав (15-21) являются важной частью текста.

### Пурвакханда
Действие пурвакханды начинается в лесу Наймиша. Вокруг разговора между Вьясой и Джабали там собралось множество святых, и Сута рассказывал им о дхарме и её составных частях: сатья, дайа, шанти и ахимса. В ответ на следующий вопрос Джабали Вьяса даёт ему советы по поводу гуру (учителей) в общем и по поводу гуру, занимающих высшее положение, родителей, в частности. Свои взгляды он раскрыл, рассказав историю об охотнике Туладхаре и его совете брахману Критабодхе. С 5-й по 30ую главы Вьяса, в ответ на ещё один вопрос Джабали, описывает тиртхи (святые места), ссылаясь на разговор между богиней Рудрани и двумя её друзьями, Джаей и Виджаей. Описание начинается с песни, прославляющей Гангу. Также оно включает описание происхождения и святости растения туласи (Ocimum tenuiflorum) и дерева билва (Aegle marmelos). Ещё приводится описание калатиртх (благоприятных времен), в том числе благоприятного времени для поклонения Деви и изучения священных писаний.

### Макхьяканда
Макхьяканда начинается с просьбы Джабали дальше рассказывать о Ганге. Вьяса даёт ему ответ в форме разговора между святым Шукой и его учеником Джаймини. Первая глава описывает мироздание как йогу (соединение) Брахмы и пракрити трёх гун Брахмы, Шивы и Вишну. Вторая глава приводит краткое описание Дакши и его дочери Сати. Далее, начиная с третьей главы, идёт подробный рассказ о Дакше, Сати и Шиве, который заканчивается тем, что Шивы выбирает Камарупу как место своего обитания после того, как йони Сати упало туда, когда Вишну разрезал её тело на кусочки. В 11-й главе Сати предстаёт перед Шивой, который был на встрече с Брахмой и Вишну и предсказал, что она воплотится как Ганга и Ума. Главы 12-28 наполнены рассказами о Ганге с её самого рождения как дочери Химавана и Мены. 14-я глава повествует о наставлениях Нараяны в музыке Нараде. Рассказы о Ганге ненадолго прерываются в главе 23, где описано рождение Умы, второй дочери Химавана и Мены. 29-я глава описывает Ману, манвантары и царей, принадлежащих к солнечным и лунным династиям. Последняя, тридцатая, глава повествует о рождении Ганеши и о том, как он приобрёл слоновью голову.

### Уттаракханда
Уттаркханда начинается с разговора о дхарме. Сначала обсуждают её общие аспекты, а затем переходят к частным, которым следуют люди, принадлежащие к четырём варнам и находящиеся в четырёх различных укладах жизни (ашрамах). Разговор включает обсуждение практики Сати, когда жена обязана следовать за своим мужем, когда тот умер. В следующих главах приводятся описания различных врат и четырех юг, гимны божествам Наваграхи, рассказ о Вене и о том, как он создал 36 смешанных каст, членам которых брахманы отвели особое занятие во время правления сына царя Вены Притху.
Главы 15-21, которые содержит лишь издание Варанаси, описывает историю рождения Кришны и то, какую роль в этом сыграла Деви. Также в них приводится описание Кали-юги. Текст заканчивается хвалебной речью о пуране, описывая её, как Вайшнава-, Шайва- и Шакта-шастру.